# Cúc vàng
Cúc vàng hay còn gọi cúc hoa vàng, kim cúc (danh pháp khoa học: Chrysanthemum indicum) là một loài thực vật có hoa trong họ Cúc. Loài này được Linnaeus mô tả khoa học đầu tiên năm 1753.

## Đặc điểm
Cây mọc đứng, thân có khía và có lông ngắn. Lá nhọn, hình trái xoan, chia thùy có nhiều răng; hai mặt lá đồng màu xanh lục. Đầu hoa màu vàng xếp thành ngù, cuống ngắn.
Có thể gieo hạt trong khoảng từ tháng 8 đến tháng 10. Nó thường bắt đầu phát triển sau 10 đến 18 ngày ở thời tiết 15 °C (59 °F).

## Công năng
Theo quan điểm của y học cổ truyền, cúc hoa vàng có vị ngọt hơi đắng, tính mát, có tác dụng thanh nhiệt, giải cảm, tán phong thấp, giáng hoả, giải độc và làm sáng mắt.